# 科氏工業集團
美國科氏工業集團股份有限公司（英語：Koch Industries, Inc.，/ˈkoʊk/），簡稱美國科氏工業集團股份、美國科氏工業集團以及科氏工業，在全球60個國家雇用約120,000名員工，大約一半的業務量在美國。該公司是阿薩巴斯卡油砂最大的非加拿大地主。
2014年，該公司的年營收達到1,100億美元，是美國最大的私人公司。如果科氏工業在2013年成為一家上市公司，它將在財富美國500強排名第17。
科氏工業始於1940年由費列德·查爾斯·科赫與人共同創建的「木河煉油公司」（Wood River Oil and Refining Company），由於1946年進行收購位於俄克拉何马州杜勤的長島煉油廠，故又名為「長島煉油公司」。根據資料，現時科赫家族持有該公司84%股權。

## 歷史
- 1966年，查爾斯·科赫則在32歲委任董事長和總裁至今，也就是自從父親去世後接任[12][13]。
- 1979年，大衛·科赫委任「科氏工程公司」總裁。
- 2011年，被福布斯列為全美第二大股票未上市私人公司，銷售額980億美元[14][15][16]。
- 2012年12月30日科氏工業集團斥資大約15億美元收購Guardian Industries公司44%股份。
- 2013年4月26日科氏工業集團斥資大約14.6億美元收購特種纖維和非織造材料製造商Buckeye Technologies Inc.（NYSE：BKI）
- 2013年9月10日科氏工業集團以每股38.5美元斥資約72億美元收購莫仕。

## 業務
主要經營造紙、石油、化學、纖維、聚脂、礦務、化肥、商品交易等行業。其中2005年，便是以每股48美元，或210億美元收購喬治亞太平洋全數股權，在同年冬天完成。

## 連結
- 官方网站
- 英威達